# Girolamo da Cremona
Girolamo de'Corradi, dit Girolamo da Cremona, est un peintre italien et enlumineur de la première Renaissance actif entre 1451 et 1483.

## Biographie
Girolamo da Cremona a été un peintre enlumineur de manuscrits et des premiers livres imprimés. Il a été influencé et favorisé par Andrea Mantegna. Girolamo da Cremona travaille d'abord dans le nord de l'Italie auprès des tribunaux de Ferrare et Mantoue puis à Sienne et Florence et enfin à Venise. De 1455 à 1461, Girolamo est à Ferrare aux côtés de Taddeo Crivelli à la réalisation de la  Bible de Borso d'Este.
En 1461, Andrea Montegna le recommande à un de ses commanditaires, Louis III de Mantoue, marquis de Mantoue pour l'achèvement du missel de son épouse Barbara de Brandebourg. Vers 1468, Girolamo en collaboration avec Liberale da Verona commence l'enluminure des livres de la Libreria Piccolomini à Sienne. Ensuite il travaille à Florence avant de terminer sa carrière à Venise.
Dans les années 1470, Venise étant devenue l'un des principaux centres des nouvelles techniques d'impression, Girolamo y travaille, principalement à l'enluminure des couvertures pour les versions de luxe des premiers livres imprimés, appelés incunables. Ces miniatures sont connues pour leur effet de trompe-l'œil.

## Œuvres

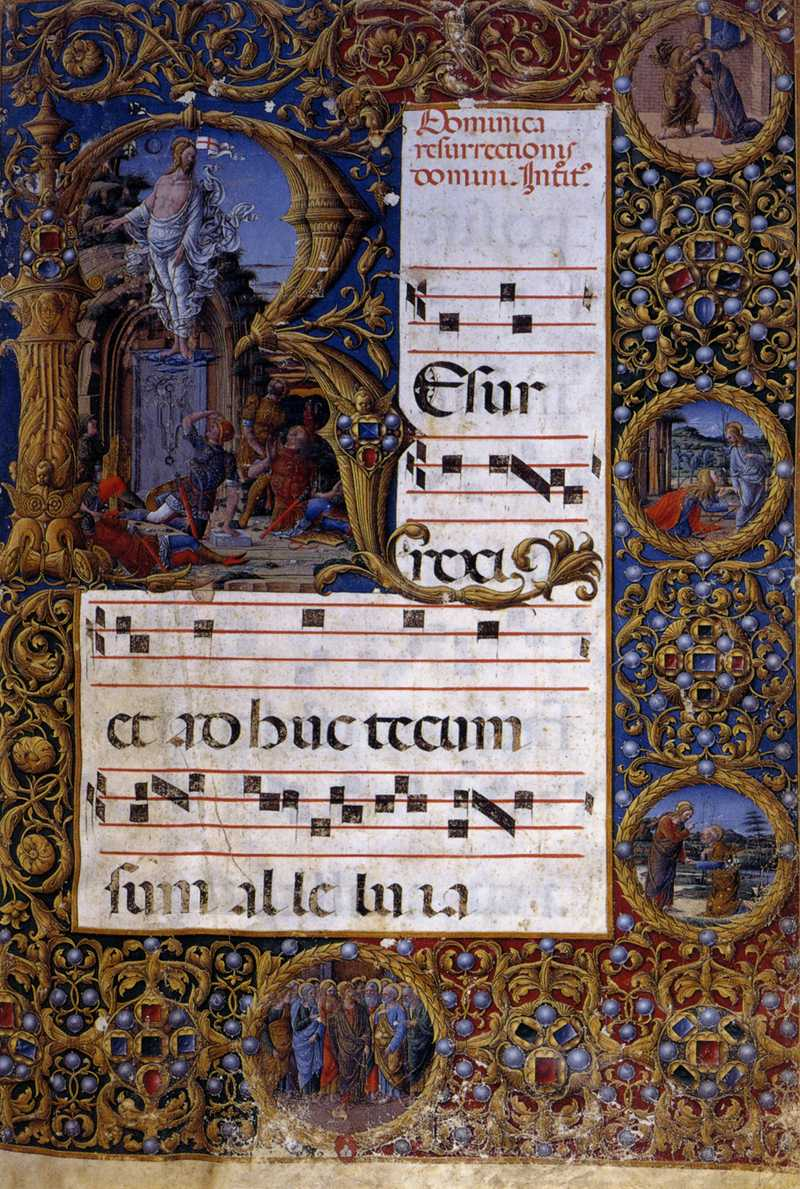
Folio d'un livre de chœur, cathédrale de Sienne.

- La Mort de saint Martin, estampe, 21 × 30 cm
- Descente de la Croix (1475-1476), tempera et feuille d'or sur parchemin, couché sur bois, 15,9 cm × 11,4 cm, Metropolitan Museum of Art, New York.
- Enluminure sur manuscrit de page de missel (1472-1473), 84 cm × 58 cm, Librairie Piccolomini, Cathédrale, Sienne.
- Le Jeu d'échecs (1475-1480), attribué à Girolamo da Cremona ou Liberale da Verona, Metropolitain Museum of Art,New York.
- Décoration du Missel de Barbe de Brandebourg, cathédrale, Mantoue.
- Annonciation, Pinacothèque, Sienne[1].
- Madone aux anges, Galerie nationale, Pérouse.
- Antiphonaire pour le monastère Sainte Justine de Padoue, vers 1460, démembré au XIXe siècle mais connu par trois lettrines historiées : lettre O, mort de saint Martin (Musée Condé, Chantilly), lettre P, Saint Prodoscime baptisant Vitalien (Musée Marmottan-Monet, Paris) et la Dispute de sainte Justine devant Maximien (Victoria and Albert Museum, Londres)[2]